# Nemoraea elegantula
Nemoraea elegantula là một loài ruồi trong họ Tachinidae.